# Trophée des champions 2003
La Supercoppa di Francia 2003 (ufficialmente Trophée des champions 2003) è stata la ventisettesima edizione della Supercoppa di Francia, l'ottava organizzata dalla Ligue de Football Professionnel.
Si è svolta il 26 luglio 2003 allo Stade de Gerland di Lione tra l'Olympique Lione, vincitore della Ligue 1 2002-2003, e l'Auxerre, vincitore della Coppa di Francia 2002-2003.
A conquistare il titolo è stato l'Olympique Lione che ha vinto per 2-1 con reti di Michael Essien e Mahamadou Diarra.

## Partecipanti
| Squadre         | Qualificazione                             | Partecipazioni precedenti (il grassetto indica la vittoria) |
| --------------- | ------------------------------------------ | ----------------------------------------------------------- |
| Olympique Lione | Vincitore della Ligue 1 2002-2003          | 3 (1967, 1973, 2002)                                        |
| Auxerre         | Vincitore della Coppa di Francia 2002-2003 | Nessuna                                                     |

## Tabellino
| Arbitro: | Duhamel |

|                     |           |          |
| Essien 5’ Diarra 9’ | Marcatori | 83’ Kapo |

| O. Lione | Auxerre |

### Formazioni
| Olympique Lione: |    |                      |     |     |
|                  |    |                      |     |     |
| P                | 1  | Grégory Coupet       |     |     |
| D                | 2  | Éric Deflandre       |     |     |
| D                | 3  | Edmílson             |     |     |
| D                | 12 | Anthony Réveillère   |     |     |
| D                | 20 | Patrick Müller       |     |     |
| C                | 4  | Michael Essien       | 37’ |     |
| C                | 6  | Philippe Violeau (c) |     | 65’ |
| C                | 7  | Mahamadou Diarra     |     |     |
| C                | 8  | Juninho Pernambucano |     |     |
| C                | 11 | Florent Malouda      |     | 65’ |
| A                | 34 | Julien Viale         |     | 25’ |
| A disposizione:  |    |                      |     |     |
| P                | 25 | Rémy Vercoutre       |     |     |
| D                | 22 | Romain Sartre        |     |     |
| C                | 10 | Éric Carrière        |     | 65’ |
| C                | 24 | Vikash Dhorasoo      |     | 65’ |
| A                | 31 | Bryan Bergougnoux    |     | 25’ |
| Allenatore:      |    |                      |     |     |
| Paul Le Guen     |    |                      |     |     |

| Auxerre:        |    |                          |  |     |
|                 |    |                          |  |     |
| P               | 1  | Fabien Cool              |  |     |
| D               | 2  | Johan Radet              |  | 78’ |
| D               | 5  | Philippe Mexès           |  |     |
| D               | 4  | Jean-Alain Boumsong      |  |     |
| D               | 3  | Jean-Sébastien Jaurès    |  |     |
| C               | 18 | Lionel Mathis            |  |     |
| C               | 10 | Teemu Tainio             |  |     |
| C               | 15 | Bonaventure Kalou        |  | 46’ |
| C               | 8  | Yann Lachuer (c)         |  |     |
| C               | 11 | Kanga Akalé              |  | 70’ |
| A               | 9  | Djibril Cissé            |  |     |
| A disposizione: |    |                          |  |     |
| P               | 30 | Baptiste Chabert         |  |     |
| D               | 13 | Stéphane Grichting       |  |     |
| D               | 26 | Jean-Joël Perrier-Doumbé |  | 78’ |
| A               | 20 | Arnaud Gonzalez          |  | 70’ |
| A               | 23 | Olivier Kapo             |  | 46’ |
| Allenatore:     |    |                          |  |     |
| Guy Roux        |    |                          |  |     |